# Wasquehal
Wasquehal (wymowaⓘ) – miejscowość i gmina we Francji, położone w pobliżu Lille, w regionie Hauts-de-France, w departamencie Nord.
Według danych na rok 1990 gminę zamieszkiwało 17 986 osób, a gęstość zaludnienia wynosiła 2622 osób/km² (wśród 1549 gmin regionu Nord-Pas-de-Calais Wasquehal plasuje się na 34. miejscu pod względem liczby ludności, natomiast pod względem powierzchni na miejscu 529.).

## Polacy w Wasquehal
W czerwcu 1931, kardynał Liénart, biskup Lille poświęcił nowo wybudowany z inicjatywy francuskiej gmach ogniska „La Fraternelle”, przeznaczony dla robotników polskich. Przedtem, odprawił uroczystą mszę św. Był obecny konsul RP z Lille, Roman Mazurkiewicz  Trzy lata później, dokładnie 10 czerwca 1934, przybył tym razem prymas Polski, kardynał Hlond by odwiedzić ognisko, i ponownie  kardynał Liénart, który mu towarzyszył. Przybył konsul generalny R.P. z  Lille Stanisław Kara.

## Współpraca
Miejscowość partnerska:
- Beyne-Heusay, Belgia